# Novator KS-172
Le Novator KS-172 AAM-L, parfois appelé R-172, est un missile air-air russe ayant une portée de plus de 400 km, ce qui en fait le missile air-air à la plus grande portée jamais conçu. Il est destiné aux chasseurs Sukhoï Su-27 et ses dérivés. Son développement remonte aux années 1990. En 2004, l'Inde passe un accord avec la Russie pour une production locale en vue d'équiper les chasseurs Su-30MKI.

## Histoire
Le programme du KS-172 a démarré en 1991, et devait armer les chasseurs type Su-27 « Flanker ». Affichant une portée très importante (elle serait de 400 km selon le constructeur), il est destiné à détruire des objectifs « faciles » mais de grande importance pour les opérations de l'adversaire, comme les AWACS, les avions de ravitaillement en vol ou les avions de reconnaissance électronique. La doctrine d'emploi est destinée à empêcher l'activité de ces appareils au rôle quasi-stratégique, tout en laissant le chasseur tirant le missile à distance de sécurité, ce qui lui évite d'affronter la chasse adverse escortant habituellement ce type d'appareils.
Le KS-172 est un missile à double étage propulsé par moteur-fusée. L'étage principal semble être basé sur le missile sol-air 9M38M1 (système 9K37M1 Bouk-M1), tandis que le gros booster à poudre utilisé au démarrage serait dérivé du deuxième étage du missile sol-air à longue portée 9M83 (SA-12A « Gladiator ») armant le système --300V (SA-12 « Gladiator »/« Giant »). Propulsé à une vitesse d'environ mach 4 à une distance pouvant atteindre 400 km, le KS-172 est guidé par navigation inertielle jusqu'à proximité de la cible, puis met en marche un guidage radar actif en phase terminale. Il peut engager des cibles volant à n'importe quelle altitude, de 3 m à 30 000 m. 
Proposé sur les appareils de type Sukhoï Su-27, Su-35 et MiG-31 « Foxhound », le KS-172 a été présenté au public pour la première fois au salon de Joukovski en août 1993 sous la forme d'une maquette à l'échelle 1 devant un Su-27. Le KS-172 ne sera plus présenté au public pendant plus de 10 ans, même si les documents sur la famille Su-27 manqueront rarement de le mentionner en raison de ses performances.
La cause de la stagnation du programme semble être la situation financière de l'ex-URSS. Quelques tests en vol et des « tirs de bûches » ont été effectués, mais pas de tir d'une arme opérationnelle. Plusieurs propositions ont été faites, comme des versions à la portée encore rallongée, pour l'utilisation comme arme antisatellite ; il a également été question de l'utiliser pour l'interception de missiles de croisière, voire en autodéfense pour détruire des missiles sol-air tirés contre son avion porteur.
En 1997, le développement a été relancé, cette fois comme projet 100 % russe, et non commun à la CEI. Il a été proposé pour armer la plus récente version connue du Su-27, le Su-35BM qui devrait entrer en service en Russie pour assurer l'intérim entre les Su-27 modernisés type Su-27SM, et le futur avion de 5e génération développé dans le cadre du programme PAK FA. Pour armer le Su-35BM (et peut-être le PAK FA), le KS-172 est en compétition avec le missile Vympel R-37 (AA-X-13 « Arrow »/« Andi » ?) de Vympel, ultime dérivé des R-33 (AA-9 « Amos ») armant les MiG-31. Pour cette occasion, le missile a été légèrement modifié, et est appelé KS-172S-1. Bien qu'il soit légèrement différent du premier KS-172, il en garde les mêmes caractéristiques principales.
Le KS-172 a l'avantage de pouvoir être tiré dans des situations plus variées que le Vympel R-37 grâce à son puissant booster, ce qui l'avantage notamment pour les tirs à de basses altitudes et à basse vitesse, alors que le R-37 est prévu pour le tir dans le profil de vol du MiG-31. Il convient toutefois de remarquer que le R-37M est lui aussi équipé d'un booster. En revanche, le KS-172 est nettement plus long (d'environ 2 m) et volumineux, d'où la nécessité de l'emporter sous les ailes et non sous le fuselage. Cette compétition n'est pas terminée, mais le missile de Novator semble préféré à celui de Vympel par les ingénieurs de Sukhoï.
La seconde apparition publique du KS-172 fut au salon de Dubaï en décembre 2003, où une petite maquette du Su-35BM emportait deux KS-172S-1 en points intérieurs de voilure. Cette même maquette sera par la suite présentée à diverses reprises, notamment au stand Sukhoï au salon du Bourget 2005.
En 2004, l'Inde entama des discussions pour produire le KS-172 en coopération avec la Russie pour armer ses Su-30MKI, à l'instar de ce qui se faisait avec le missile antinavire comme pour le 3M55 Yakhont/Bramhos (SS-N-26). Il semble que ces discussions n'aient pas débouché sur un projet concret.
Depuis 2006, ce projet est connu sous le nom de K-100.

## Caractéristiques supposées
Missile : KS-172
- Longueur : 6,01 m
- Envergure : 0,61 m
- Diamètre : 0,40 m
- Masse : 748 kg
- Vitesse : Mach 4
- Portée : 400 km
- Facteur de charge : 12 g
- Guidage : inertiel, et radar actif en guidage terminal
- Tête explosive : 50 kg
- Production : aucune
- Nom de code DoD/OTAN : inconnu